# Cot Gumpuengmirahpati
Cot Gumpuengmirahpati är en kulle i Indonesien.   Den ligger i provinsen Aceh, i den västra delen av landet, 1 800 km nordväst om huvudstaden Jakarta. Toppen på Cot Gumpuengmirahpati är 155 meter över havet.
Terrängen runt Cot Gumpuengmirahpati är kuperad västerut, men österut är den platt. Terrängen runt Cot Gumpuengmirahpati sluttar österut.Runt Cot Gumpuengmirahpati är det tätbefolkat, med 297 invånare per kvadratkilometer. Närmaste större samhälle är Sigli, 16,1 km öster om Cot Gumpuengmirahpati. Trakten runt Cot Gumpuengmirahpati består till största delen av jordbruksmark.